# مادلين بايلي
مادلين بيلي وولد (بالإنجليزية: Madilyn Bailey)‏ (2 سبتمبر 1992) هي مغنية وكاتبة أغاني أمريكية أصدرت عدة ألبومات وأسطوانات مطولة، واشتهرت بإصدارها للعديد من التقليدات لأغاني مشهورة كأغنية «هيلو» لأديل و«ديسباسيتو» للويس فونسي. إضافة إلى مشاركتها لمغنيين مقلدين مشهورين على يوتيوب.

## حياتها
ولدت مادلين في 2 سبتمبر 1992 ببويسفيل، ويسكونسن، لوالدها «غريغ وولد» الذي يعمل في شركة للإعلانات. ووالدتها «هايدي وولد»، تملك 5 من الإخوة والأخوات، بدأت مادلين في الموسيقى منذ سن السابعة، وكانت عضوة ضمن فرقة موسيقية خاصة بمدرستها الثانوية. تخرجت في 2011 وقبل أن تتفرغ للغناء عملت في كمساعدة تمريض.
تعاني مادلين من عسر القراءة، وبدأت مسيرتها الفنية مباشرة بعد تخرجها وعملها، وكانت تقوم في بتقليد الأغاني (Covers) الشهيرة وترفعها على قناتها على يوتيوب. حيث حصلت على مايفوق 100 مليون مشاهدة لأدائها، وفي 2012 تعاقدت مع شركة محلية تدعى "Keep Your Soul Records" لتمويل رحلاتها الغنائية وتوفير الآلات والتجهيزات التي تحتاجها في الغناء، وفي 2013 انتقلت إلى لوس أنجلوس.
قامت مادلين بجولة موسيقية حول الولايات المتحدة وكندا برفقة فرقة بويس أفينيو الغنائية خلال النصف الثاني من 2013. وقالت عن الجولة: «إنها تجربة مذهلة لأول مرة»، وفي 2014 تزوجت من «جيمي بنرود».
في 2015 قامت بإعادة غناء أغنية «تيتانيوم» الخاصة بدافيد غيتا وسيا، وتم اعتمادها في راديو فرنسي، الشيء الذي جعل مجموعة وارنر الموسيقية تتعاقد معها، الأغنية لاقت نجاحا في فرنسا وبلجيكا. ثم أتبعتها بأغنية مقلدة عن أغنية «راديوأكتيف» لإماجن دراجونس. وفي 2015 أصدرت مادلين ألبوما جمعت فيه الأغاني المقلدة ثم أضافت له أغنية «بليف» لشير.
في يوليو 2015 أصدرت أسطوانة مطولة خاصة بها باسم «الحكمة» (بالإنجليزية: Wiser)‏. وفي نفس العام تم استعمال أغنتها المقلدة «تيتانيوم» في مسلسل وانتد الأسترالي. وقد صرحت بأنها تكتسب إلهامها من ميشيل برانش وكينا غرانيس.

## أعمالها

### الألبومات
| العنوان  | تفاصيل الألبوم                                                                                         | المراكز | المراكز | المراكز |
| العنوان  | تفاصيل الألبوم                                                                                         | FI      | WA      | [ 16 ]  |
| -------- | --- | ------- | ------- | ------- |
| Muse Box | - الإصدار: 2 أكتوبر 2015 - المنتج: Play On (Warner Music Group) - الشكل: محتوى قابل للتحميل، قرص مضغوط | 81      | 26      | 24      |

### الأسطوانات المطولة
| العنوان      | تفاصيل الألبوم                                                                                 | المراكز |
| العنوان      | تفاصيل الألبوم                                                                                 | [ 16 ]  |
| ------------ | ---------------------------------------------------------------------------------------------- | ------- |
| Bad Habit EP | - الإصدار: 2 مايو 2012 - المنتج: Keep Your Soul Records - الشكل: محتوى قابل للتحميل، قرص مضغوط | –       |
| Wiser EP     | - الإصدار: 12 يوليو 2016 - المنتج: Madilyn Bailey Music - الشكل: محتوى قابل للتحميل، قرص مضغوط | –       |